# Pardosa saltonia
Pardosa saltonia är en spindelart som beskrevs av Charles Denton Dondale och James H. Redner 1984. Pardosa saltonia ingår i släktet Pardosa och familjen vargspindlar. Inga underarter finns listade i Catalogue of Life.